# 格兰哈德托雷埃尔莫萨

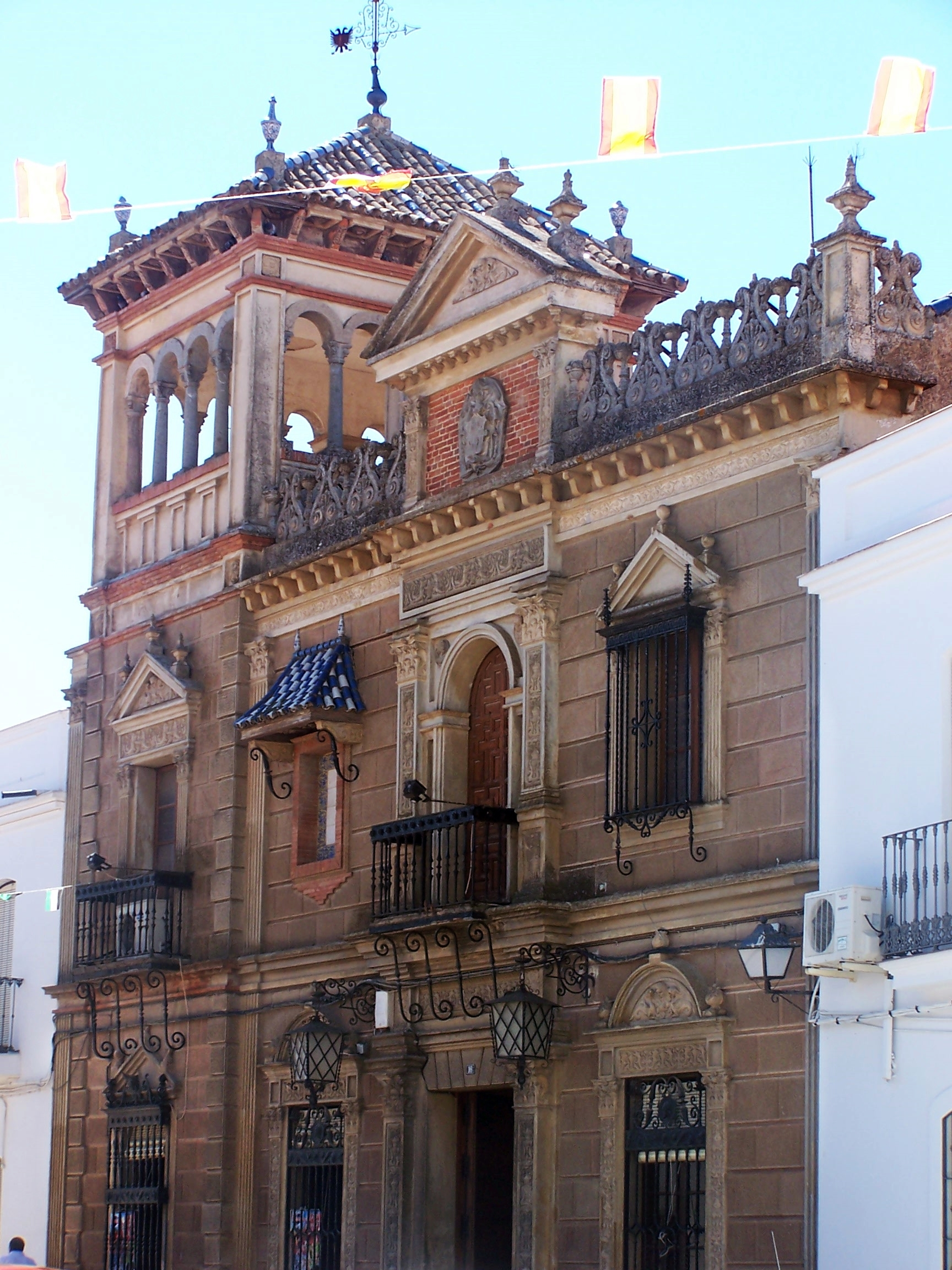

格兰哈德托雷埃尔莫萨，是西班牙埃斯特雷马杜拉巴达霍斯省的一个市镇。总面积152平方公里，总人口2492人（2001年），人口密度16人/平方公里。